# شیخ بهایی (مجموعه تلویزیونی)
شیخ بهایی نام یک مجموعه تلویزیونی در مورد زندگی شیخ بهایی به کارگردانی شهرام اسدی است. این مجموعه تلویزیونی، روایتگر زندگی شیخ بهایی دانشمند ایرانی‌ عصر صفوی در دو بخش نوجوانی و کهنسالی است. این مجموعه تلویزیونی در ۱۷ قسمت ۵۰ دقیقه‌ای از شبکه دوم پخش شد.

## داستان
بخش اول این مجموعه به دوران نوجوانی شیخ بهایی می‌پردازد. شیخ‌بهایی در ۱۲ سالگی به خاطر فشار و آزار حاکم وقت سنی عثمانی، مجبور می‌شود به همراه خانواده‌اش از لبنان به ایران (عصر شاه طهماسب صفوی) مهاجرت کند. بخش دوم مجموعه تلویزیونی به بررسی یک سال از زندگی شیخ بهایی در ۶۷ سالگی و در اصفهان می‌پردازد و سرانجام درگذشت او در سال ۱۰۳۳ هجری قمری در حد چند سکانس به تصویر کشیده شده‌است.

## مراحل ساخت
پیش‌تولید این مجموعه تلویزیونی از سال ۱۳۸۰ و ساخت آن از بهار سال ۱۳۸۲ آغاز شد. فیلم‌برداری این مجموعه در مناطق رودبار، اخترآباد شهریار، جزیره آشوراده در بندر ترکمن، اصفهان، تهران، و شهرک سینمایی غزالی انجام پذیرفت. برای فیلم‌برداری بخش اول که در روستایی در منطقه جبل عامل در لبنان می‌گذرد، منطقه‌ای در منجیل رودبار به عنوان موقعیت مکانی انتخاب شد.

## بازیگران و نقش‌ها
| بازیگر               | نقش                            |
| -------------------- | ------------------------------ |
| خسرو شکیبایی         | شیخ عزالدین (پدر شیخ بهایی)    |
| فاطمه گودرزی         | حریر (مادر شیخ بهایی)          |
| سپنتا سمندریان       | نوجوانی شیخ بهایی              |
| دانیال حکیمی         | ابراهیم                        |
| چنگیز وثوقی          | هاکان بیگ                      |
| عبدالرضا زهره کرمانی | اورمان بیگ                     |
| سعید امیرسلیمانی     | رستم پاشا (وزیر سلیمان قانونی) |
| محمد پورستار         | شیخ زین‌الدین (شهید ثانی)       |
| فریدون سورانی        | علی آهنگر                      |
| کوروش تهامی          | اسماعیل                        |
| مریم عبدالملکی       | رابعه                          |
| شهین علیزاده         | ام رابعه                       |
| آتش تقی‌پور           | شیخ عمر                        |
| عباس امیری           | اورهان پاشا                    |
| آرش نوذری            | یعقوب                          |
| فاطمه حبیبی زاد      | نجیبه                          |
| سعید نورالهی         | کپرنشین                        |
| سید جواد زیتونی      | مصطفی                          |

| بازیگر            | نقش                      | صداپیشه     |
| ----------------- | ------------------------ | ----------- |
| علی نصیریان       | شیخ بهایی (کهنسالی)      | ناصر طهماسب |
| ژاله علو          | شهربانو (همسر شیخ بهایی) |             |
| علی دهکردی        | شاه عباس صفوی            | بهرام زند   |
| اسماعیل شنگله     | میرزا رفیع (وزیر اصفهان) | پرویز ربیعی |
| رضا فیاضی         | باقر بیگ                 |             |
| جمشید گرگین       | علی بیگ                  |             |
| رحیم نوروزی       | علیمحمد                  |             |
| رضا سعیدی         | حاکم کاشان               |             |
| سیامک اطلسی       | قزلباش                   |             |
| خسرو دستگیر       | کلانتر                   | ناصر احمدی  |
| محمدرضا حقگو      | ناظر دربار               |             |
| لادن مستوفی       | جوانی شهربانو            |             |
| مهدی فقیه         | خادم اول                 |             |
| فخرالدین صدیق‌شریف | علیرضا عباسی             |             |
| محمود بنفشه‌خواه   | ملا محمد منجم باشی       |             |
| فرخ نعمتی         | درویش خسرو (رهبر نقطویه) |             |
| محسن قصابیان      | امام‌قلی خان              |             |
| حجت الله نجف‌پور   | میر عماد                 | ناصر نظامی  |
| هادی قمیشی        | خلیفه ارامنه             |             |
| محمدعلی ساربان    | مرد خارجی                |             |
| بهرام محمدی‌پور    | پیترو دلاواله            |             |
| قربان نجفی        | پطرس                     |             |
| کریم اکبری مبارکه | علی سلطان جارچی باشی     |             |
| سیروس همتی        | حسن                      |             |
| فرزین محدث        | طلبه جاسوس               |             |
| محمود بهرامی      | مهمان                    |             |
| فاضل اجبوری       | روحانی مخالف             |             |
| سونیا جمالپور     | همسر دلاواله             |             |
| اکبر وارث         | داروغه                   |             |
| اکبر قدمی         | نگهبان                   |             |
| تورج فرامرزیان    | محکوم                    |             |

## قسمت‌ها
| شم. کلی | شم. در فصل | عنوان                                                                | کارگردان  | Teleplay by | تاریخ پخش اصلی |
| --- | ---------- | -------------------------------------------------------------------- | --------- | ----------- | -------------- |
| 1 | 1          | «تنگناهای شیعیان در مرزهای عثمانی»                                   | اعلان‌نشده | اعلان‌نشده   | اعلان‌نشده      |
| محمد آتشی می‌افروزد که در مانداب ماندگار می‌ماند. ارومان‌بیگ به روستایی در جبل عامل می‌تازد تا باج را بستاند. مادر رابعه چیزی ندارد که بدهد پس اورمان رابعه را درخواست می‌کند . مادر رابعه با اورمان درگیر می‌شود و در پیش چشمان شیخ‌عزالدین که تازه از راه می‌رسد کشته‌می‌شود. پس از خاکسپاری مردان گرد هم می‌آیند تا چاره‌ای بیندیشند. مرگ مادر رابعه دیوانگی رابعه را در پی می‌دارد. این دیوانگی هم شگفتی اسماعیل (کورش‌تهامی) را که چندی دگر از ایران برمی‌گردد را در پی می‌دارد. |            |                                                                      |           |             |                |
| 2 | 2          | «کابوس شیخ‌عزالدین درباره تله شیخ‌زین‌الدین»                            | اعلان‌نشده | اعلان‌نشده   | اعلان‌نشده      |
| مادر محمد از او می‌خواهد که کمتر پی کتاب و دانش‌اندوزی باشد و خود را خسته نکند. خشکسالی رخ می‌دهد مردم با کمک هم آب را به کشتزارهایشان می‌رسانند. ابراهیم خواب همسر درگذشته‌اش را می‌بیند که می‌گوید مرا رها نکن شیخ‌عزالرین کابوس می‌بیند و نیمه‌شب از خواب می‌پرد. همان دم نامه‌ای را به ابراهیم میدهد تا به شیخ‌زین‌الدین برساند. ولی یک سخن‌چین راه‌افتادن ابراهیم را با کبوتر نامه‌رسان به آگاهی پاسبان‌ها می‌رساند و آنها نامه را دست ابراهیم می‌ربایند و او را دست‌بسته در بیابان رها می‌کنند. اسماعیل (کورش‌تهامی) تلاش می‌کند با یادآوری برخی یادبودها حافظه رابعه را به او برگرداند ولی ناکام می‌شود. محمد یک آهنگر را به مرداب می‌برد تا اختراع خود را به او نشان دهد و برای به فرجام رساندنش از او کمک بگیرد. ابراهیم ریسمان را به زغال‌ها می‌چسباند تا بسوزند و بتواند برهد. |            |                                                                      |           |             |                |
| 3 | 3          | «خشم هاکان‌بیگ و دستیابی‌اش به شیخ‌زین‌الدین»                            | اعلان‌نشده | اعلان‌نشده   | ۲۶ آوریل ۲۰۱۷  |
| هاکان بیک، اورمان را درباره رویداد روستای جبل عامل بازخواست می‌کند. سپس درباره نامه شیخ‌عزالدین عاملی به مکه گفتگو می‌کنند. درون‌مایه نامه (که هشدار به شیخ‌زین‌الدین درباره فراخوان سلطان عثمانی برای زندگی شیخ در پایتخت بود) هاکان‌بیگ را خشمگین می‌کند و می‌خواهد خواسته قاضی صیدا را که همانا کشتن شیخ در "راه مکه به پایتخت" بوده، پیاده کند. ابراهیم به نزدیکی مکه می‌رسد و در می‌یابد که شیخ در جبیره سرگرم ساختن آبراهه برای کج کردن راه سیلاب‌های آینده است. ولی پیش از ابراهیم، نیروهای هاکان بیگ هستند که به جبیره می‌رسند و شیخ زین‌الدین شهیدثانی را با خود می‌برند. ابراهیم از این بابت خیلی اندوهگین می‌شود و اسبی از پیروان شیخ می‌گیرد تا به دنبالش برود. |            |                                                                      |           |             |                |
| 4 | 4          | «کشته شدن زین‌الدین ، عروسی رابعه و اسماعیل»                          | اعلان‌نشده | اعلان‌نشده   | اعلان‌نشده      |
| شیخ زین‌الدین شهیدثانی را شهر به شهر سوی پایتخت می‌برند و مردم هم به پیشوازش می‌روند تا اینکه مزدوری که هاکان بیک به کار گرفته بود در اسکله‌ای با کارد شیخ را از پا در می‌آورد و درجا هاکان بیک هم مزدور را می‌کشد تا از بدنامی نزد سلطان برهد ابراهیم که به تاخت شهر به شهر دنبال شیخ بود باز هم دیر می‌رسد و خون او را بر روی چوب‌های اسکله می‌بیند. روز غدیر می‌رسد و پیوند اسماعیل (کورش‌تهامی) و رابعه جشن گرفته می‌شود محمد با دانش خود از آب مانده مرداب آتش می‌سازد و به شادی این جشن پیرامون روستا روشن و آتش باران می‌شود هاکان بیک و اورمان بیک و سربازان گویا برای دزدیدن رابعه به روستا می‌آیند و با دیدن آتش شگفت زده می‌شوند ابراهیم اندوهگین به روستا می‌رسد و مردم را از کشته شدن شیخ زین‌الدین می‌آگاهاند. |            |                                                                      |           |             |                |
| 5 | 5          | «تازش سربازان به روستا، کشته‌شدن‌اسماعیل»                              | اعلان‌نشده | اعلان‌نشده   | اعلان‌نشده      |
| پنجم تازش سربازان به روستا و سوزاندن روستا. عزالدین دو دل است که شمشیر بردارد یا نه رابعه از خانه خودش به خانه عزالدین می‌رود و سخن‌چین روستا رفتن او را به اورمان می‌گوید. مرد سیاه پوست هم کار سخن‌چین را به اسماعیل آگاهی می‌دهد. اسماعیل زود به خانه عزالدین می‌رود ولی ناگهان اورمان پیش چشمان رابعه او را می‌کشد . سرانجام ابراهیم سر می‌رسد و گردن اورمان را می‌زند و همین کار سربازان دشمن را پراکنده می‌سازد و می‌گریزند. چند روز دیگر می‌گذرد و هاکان بیک به آبروی مادرش سوگند می‌خورد که عزالدین را خواهد کشت . |            |                                                                      |           |             |                |
| 6 | 6          | «راه افتادن کاروان سوی ایران»                                        | اعلان‌نشده | اعلان‌نشده   | اعلان‌نشده      |
| محمد پیش از کوچیدن دلهره دارد عزالدین برای مردم روستا سخنرانی می‌کند و از برتری آشتی و آرامش بر خونریزی می‌گوید عزالدین به ابراهیم می‌گوید ۱۵ سال از کشته شدن همسرت که خواهر من بود گذشته است دیگر باید زن بستانی و همسر اسماعیل را به او پیشنهاد می‌دهد ولی ابراهیم هنوز در اندیشه همسر درگشته‌اش می‌باشد خانواده عزالدین برای بدرود گفتن نزد رابعه میروند ولی رابعه با اینکه زخمی و استخوان شکسته و یکجانشین است دوست دارد با آنها راهی ایران شود کاروان با روستاییان بدرود می‌گوید و سوی ایران به راه می‌افتد . برهان پاشا برای بازرسی و بررسی کارهای هاکان بیگ نزد او می‌رود . |            |                                                                      |           |             |                |
| 7 | 7          | اعلان‌نشده                                                            | اعلان‌نشده | اعلان‌نشده   | اعلان‌نشده      |
| خخخخخخخ |            |                                                                      |           |             |                |
| 8 | 8          | «تازش‌دوباره‌سربازان‌به‌روستابرای‌یافتن‌کاروانیان»                         | اعلان‌نشده | اعلان‌نشده   | اعلان‌نشده      |
| ۸ اورهان بیک ، هاکان بیک را از راه افتادن کاروان عزالدین به سوی ایران می‌آگاهاند و می‌گوید برای اینکه سرت بر تن بماند و از کیفر سلطان آناتولی (عثمانی) برهی نباید بگذاری این کاروان از مرزهای ما بیرون برود ابراهیم درباره کینه هاکان به عزالدین هشدار می‌دهد و می‌گوید باید تندتر راه بپیماییم. یکی از دیده‌بان‌های روستا سربازان را می‌بیند و زود به آگاهی علی می‌رساند. علی نگران کاروانیان می‌شود پس شمشیر به مردان روستا می‌دهد تا روستاییان ، سربازان را همین جا سرگرم کنند. آنها درون تنگه‌ای سربازان را به دام می‌اندازند ولی سرانجام سربازان پیروز می‌شوند و روستاییان را دانه دانه می‌کشند و سرکرده شان علی را به روستا می‌آورند و درباره شیخ عزالدین می‌پرسند ولی کسی پاسخ نمی‌گوید . سرانجام پس از کشمکش‌های بسیار مردم روستا وا می‌دهند و درباره عزالدین لب به سخن می‌گشایند. |            |                                                                      |           |             |                |
| 9 | 9          | «رسیدن کاروان به قزوین»                                              | اعلان‌نشده | اعلان‌نشده   | اعلان‌نشده      |
| کاروان در راه ایران، مهمان یک تبار عرب می‌شود و ابراهیم درمی‌یابد که یک کاروان‌سالار ایرانی به نام رستم هم مهمان این تبار عرب است. پس ابراهیم از عزالدین می‌خواهد که به جبل عامل برگردد و کاروان آنچه از راه مانده را با راهنمایی رستم بپیماید. عزالدین می‌پذیرد و کاروان پس از چند هفته به قزوین پایتخت صفویان می‌رسد. پس از ۵۵ سال محمد پیر می‌شود و در هنگام پادشاهی شاه‌عباس شیخ‌الاسلام ایران می‌شود. وزیر اصفهان میرزا رفیع با دیدارها و مهمانی‌های پنهانی می‌خواهد جایگاه شیخ‌الاسلامی را به‌دست آورد. |            |                                                                      |           |             |                |
| 10 | 10         | «شیخ‌بهایی، شیخ‌الاسلام می‌شود»                                         | اعلان‌نشده | اعلان‌نشده   | اعلان‌نشده      |
| شیخ بهایی و همسرش شهربانو که دختر شیخ منشار است با هم گفتگو می‌کنند. میرزا رفیع به دیدار وزیراعظم طالب‌خان اردوبادی می‌رود و می‌گوید شماری از آخوندها نزد من آمدند و خواستند درباره جایگاه شیخ‌اسلامی از دیدگاه‌شان بهره‌وری شودو خواستار برپایی "نشست رایزنی" هستند. میرزا طالب پاسخ می‌دهد که گماشتن هر کسی به جایگاه یادشده با خود شاه است ولی درخواست آخوندها را به شاه می‌رسانم. شهربانو خواب ترسناکی از آتش‌سوزی خانه پدرشوهرش در جبل‌عامل می‌بیند و ناگهان از خواب می‌پرد و نگران شوهرش می‌شود فردا این زن و شوهر درباره جایگاه شیخ‌الاسلامی و چرایی نجنگیدن شیخ‌بهایی برای آن گفتگو می‌کنند. شاه عباس با جهانگرد ایتالیایی پیترو دلاواله دیدار می‌کند. شاه شیخ‌بهایی را به کاخ خود فرامی‌خواند هنگامی که شیخ می‌خواهد از خانه راه بیفتد همسرش به او یادآوری می‌کند که در برابر خواست شاه ایستادگی نکند. شیخ به شاگردان خود آموزش می‌دهد و با پرسش‌هایی رویارو می‌شود که نشان می‌دهد آخوندهای شهر از شیخ بهایی دل خوشی ندارند چرا که او دانش‌های این‌جهانی را هم آموزش می‌دهد. میزارفیع همچنان به شیخ بهایی رشک می‌ورزد و و با یکی از قزلباش‌ها (یوسف‌خان) درباره ترور شاه گفتگو می‌کند چرا که شاه درویش‌خسرو را کشته و دل در گرو شیخ بهایی دارد. |            |                                                                      |           |             |                |
| 11 | 11         | «آغاز شادباش گفتن‌ها به شیخ‌بهایی و خشم میرزا رفیع»                    | اعلان‌نشده | اعلان‌نشده   | اعلان‌نشده      |
| میرزا رفیع و مرد قزلباش (یوسف‌خان) برای کشتن شاه همچنان گفتگو می‌کنند شیخ بهایی که از سوی شاه عباس به کاخ فراخوانده شده بود نزد شاه می‌رود شاه از او می‌خواهد جایگاه شیخ الاسلامی را بپذیرد. شیخ می‌پذیرد و پس از گفتگوهای بسیار شاه پشت سر شیخ نماز می‌خواند. میرزا رفیع همچنان خشمگین است و در گوشه‌ای با خود سخن می‌گوید و داغی به دست خود می‌گذارد که تا همیشه دشمن شیخ بماند او با این کینه درونی ولی با یک لبخند برونی نزد شیخ می‌رود و گماشته‌شدنش به جایگاه شیخ‌الاسلامی را شادباش می‌گوید. زمینه گفتگو به پدران این دو کشیده می‌شود و شیخ بهایی پشتیبانی پدر میرزا رفیع از آزمندی درویش‌خسرو را "فروگذاری" به شما می‌آورد میرزا رفیع پاسخ می‌گوید پشتیبانی شما از آموزش دانش‌ها و ستاره‌شناسی و موسیقی هم از دید برخی حضرات "فروگذاری" شمرده می‌شود پس هر کسی برداشتی برای خود دارد. کلانتر اصفهان و فرزندش علی‌محمد هم برای گفتن شادباش نزد شیخ بهایی می‌روند کلانتر از شیخ می‌خواهد که برای پسرش یک کار دفتری جور کند تا از کار لشکری رها شود و در شمار دوستداران و جویندگان دانش درآید. میرزا رفیع نیمه‌شب پنهانی به دیدار مردی در دل جنگل و پای آبشاری می‌رود او داستان‌هایی از گذشته و پیوندهای شاه عباس و درویش خسرو برای این مرد بازگو می‌کند.. |            |                                                                      |           |             |                |
| 12 | 12         | «بازرگانان بخت‌برگشته و ترسایی‌های ستمدیده»                            | اعلان‌نشده | اعلان‌نشده   | اعلان‌نشده      |
| ستاره‌شناس دربار با نگاه به دستگاهی رو به روشنایی خورشید، آن دم که سال نو می‌شود را بازگو می‌کند و همه جا پر از شادی می‌شود و صدای توپ همه شهر اصفهان را پر می‌کند سپس فرمانداران صفوی از جای‌جای ایران می‌آیند و ارمغان‌های خود را پیشکش شاه می‌کنند. راهزنان در بیابان به یک کاروان بازرگانی می‌زنند و همه کارکنان کاروان به جز کاروان‌سالار را می‌کشند و دارایی‌شان را می‌دزدند. کاروانسالار نزد فرماندار کاشان می‌رود تا پولی برابر با دارایی دزدیده شده خود را بر پایه دستور شاه عباس از فرماندار کاشان بگیرد ولی با پاسخ تند و بی‌ادبانه فرماندار روبرو می‌شود کاروان سالار به فرماندار هشدار می‌دهد که برای دادخواهی نزد شاه عباس خواهد رفت. دخترکی در یک خانواده پیرو دین ترسایی بیمار می‌شود ولی پدرش پترُس از ترس مردم خشک‌مغزی که (از زندگی یک خانواده ترسایی در میان مسلمانان خشمگین‌اند و) دم در ایستاده‌اند نمی‌تواند بیرون برود و پزشکی بر سر دخترش بیاورد پس از همسایه‌اش حسن کمک می‌خواهد حسن هم می‌گوید باید بروم با شیخ الاسلام سخن بگویم. |            |                                                                      |           |             |                |
| ١٣ | ١٣         | «میرزا رفیع، ترسائیان و ودادخواهی بازرگانان»                         | اعلان‌نشده | اعلان‌نشده   | اعلان‌نشده      |
| شیخ بهایی به خانه مرد ترسایی می‌آید و او را همراهی می‌کند تا دخترش را نزد پزشک ببرد. شاه عباس نگران و خشمگین است و نیمه شب به دنبال شیخ بهایی می‌فرستد که نزد ما بیا. شیخ نزد شاه می‌رود شاه از او می‌پرسد آیندگان درباره من چه خواهند اندیشید؟ تاریخ درباره من چه خواهد گفت؟ شیخ بهایی پشت سر هم سرفه می‌کند و گویا بیماری‌ای ریشه‌دار دارد . میرزا رفیع دوباره نزد آن مرد نزدیک آبشار می‌رود و روشن می‌شود که او یک مرد ترسایی است که کارویژه‌اش تیره کردن پیوندهای ایران و عثمانی می‌باشد و چندان گرایش ندارد که با میرزا رفیع در برابر شاه عباس کاری کند. اسقف‌ها به خانه شیخ بهایی می‌آیند و در کنار شادباش گفتن برای گماشته شدن به جایگاه شیخ الاسلامی بابت کاری که شیخ برای دخترک ترسایی کرد از شیخ سپاسگزاری می‌کنند . دو بازرگان کاشانی به اصفهان می‌رسند و نزد شیخ بهایی می‌روند تا با هم به کاخ شاه بروند برای دادخواهی. در همین نشست دادخواهی فرماندار کاشان هم ناگهان می‌آید چرا که شاه عباس پیشتر از چنین رویدادی آگاه شده بود و می‌خواست روشن شود که آیا فرماندار کاشان راست می‌گوید یا بازرگانان مالباخته. سرانجامِ این نشست دادخواهی، زندانی شدن فرماندار کاشان می‌باشد. سپس شیخ بهایی از شاه می‌خواهد که برای ترسایی‌های اصفهان کلیسا بسازد و همچنین برای آرامش و آسایش راه‌های بازرگانی کاروانسراهایی در سراسر کشور بسازد تا از درآمدشان برای رویارویی با راهزنان و دادن پولی برابر آنچه آنها می‌دزدند بهره‌وری شود . در پایان نیز شیخ برای یافتن چند و چون راهزنی که در بیابان کاشان انجام شده پسر کلانتر اصفهان را به شاه پیشنهاد می‌کند که به کاشان بفرستد تا آنچه در آنجا گذشته‌است را گزارش بکند . |            |                                                                      |           |             |                |
| ١٤ | ١٤         | «میرعماد قزوینی، شهربانو، آنتونیو د گوا و پیگیری فریبکاری بازرگانان» | اعلان‌نشده | اعلان‌نشده   | اعلان‌نشده      |
| نخست‌وزیر طالب‌خان اردوبادی و علی‌محمد (رحیم نوروزی) دو بازرگان را بر می‌دارند و به بیابان کاشان می‌روند تا جایی که راهزنی رخ داده را بازدید کنند. شیخ بهایی باز هم از سوی همسرش بابت پرکاری نکوهش می‌شود. شیخ به شاگردان درباره ارزش عشق و جایگاه آن در در برابر خرد آموزش می‌دهد. آنتونیو د گوا سفیر اسپانی به دیدار شاه عباس می‌رود. شاه عباس او را بابت پیمان آشتی‌ای که کشور دوست‌شان پروس با عثمانی بسته سرزنش می‌کند و باور دارد که جنگندگی و شورندگی در اروپاییان مرده‌است. آنتونیو می‌گوید برای پیگیری درباره کشته شدن یک مبلغ ترسایی نزد شما آمده‌ام و درباره چندوچون پیوندها با عثمانی آگاهی چندانی ندارم. مردم در کوی و برزن از این می‌گویند که راهزنی کار عثمانی‌ها بوده‌ و رخنه کردن احتمالی دشمن تا نزدیکی‌های پایتخت نگران‌شان می‌کند. شیخ بهایی به دیدار میرعماد قزوینی می‌رود و در کنار دلجویی، درباره چرایی نپذیرفتن پیشنهاد شاه عباس در خوشنویسی شاهنامه از او می‌پرسد. شاه عباس به سر آنتونیو می‌گوید به جنگ با پرتقال گرایش بیشتری دارم تا عثمانی و پافشاری آنتونیو هم برای اینکه شاه دیدگاهش را دیگرگون کند کارگر نمی‌افتد. شیخ بهایی خودش راهزن زخمی‌ای که زنده مانده بود را درمان می‌کند و سفارشهایی هم به علی‌محمد می‌کند که همه چیز را زیر نگر داشته باشد باقربیگ‌بازرگان به دیدار میرزا رفیع وزیر اصفهان می‌رود و درباره راهزنی که زنده مانده گپ‌وگفت می‌کند رفیع هم او را به آرامش می‌خواند و امید می‌دهد که به زودی بنیاد این دین‌برانداز (گویا شاه‌عباس را می‌گوید) و هم‌کیشانش را برمی‌چینیم به آرزویمان که رو نمایاندن قلندرمان درویش‌خسرو و جنگیدن با عثمانی‌ست می‌رسیم |            |                                                                      |           |             |                |
| ۱۵ | ۱۵         | «دودلی شاه برای جنگ با عثمانی، شورش آب، علیرضا عباسی»                | اعلان‌نشده | اعلان‌نشده   | اعلان‌نشده      |
| شیخ‌بهایی با کسی درباره بازرگانانِ زنده‌مانده گفتگو می‌کند و درمی‌یابد که باقربیگ‌بازرگان پیوندهایی با میرزا رفیع دارد که می‌خواهند در برابر عثمانی‌ها به بهانه جهاد جنگ به‌پا کنند و به‌گونه‌ای در همان راهی گام برمی‌دارند که فرنگیان اصفهان می‌خواهند. علی‌محمد در خیابان‌ها پنهانی باقربیگ را دنبال می‌کند تا بتواند آگاهی‌هایی درباره او به‌دست آورد. شیخ‌بهایی در "خانه دادگری" هست که علیرضا عباسی به دیدارش می‌آید و گزارش پایان کار در بارگاه امام‌رضا را به او می‌دهد سپس درباره میرعماد قزوینی و اینکه این دو هنرمند چرا از هم خوششان نمی‌آید، گفتگو می‌کنند. شیخ و شاه در کاخ گفتگو می‌کنند شاه می‌گوید همه از هم‌میهن و بیگانه بسیج شده‌اند که مرا به جنگ با عثمانی برانگیزند و این داستان راهزنی هم این بهانه تازه‌ای شده برای برانگیختن. همچنین درباره علیرضا عباسی و میرعماد حسنی قزوینی هم سخن می‌گویند. شیخ در خانه‌اش نشسته است که او را از آغاز یک درگیری خونین میان مردم بر سر آب می‌آگاهانند او خود را به جایگاه درگیری می‌رساند و با میانجیگری جنگ پایان می‌یابد سپس او برای یک داوری دادگرانه ماکتی می‌سازد و آب بر آن روان می‌کند تا یک راه منصفانه بیابد. مردی با چهره پوشیده (داروغه) به ساختمانی که از راهزن زخمی پرستاری می‌کنند می‌رود و او را می‌کشد. |            |                                                                      |           |             |                |
| ۱۶ | ۱۶         | «کشته‌شدن‌علی‌بیگ و دستگیری باقربیگ و هراس داروغه»                      | اعلان‌نشده | اعلان‌نشده   | اعلان‌نشده      |
| علی محمد همچنان پنهانی به دنبال باقر بیگ بازرگان می‌رود تا سر از کار او درآورد. باقر بیک در کنار علی بیک خوشگذرانی می‌کند که از سخنان علی بیگ در می‌یابد که این بازرگان زیرک بو برده که باقربیک از تازش راهزنان پیشاپیش آگاه بوده‌است. پس بی‌درنگ علی بیک را می‌کشد هنگامی که علی محمد از کشته شدن علی بیک و راهزن زخمی‌ای که می‌توانسته سرچشمه ناگفته‌های سودمند باشد آگاه می‌شود نزد شیخ بهایی می‌رود و از او می‌خواهد که با شمشیر سر این کارگزار ناشایسته کارنابلد را ببرد. خود شاه عباس نگهبانی که از راهزن زخمی نگاهداری می‌کرد را بازخواست می‌کند که ببیند آیا او گناهکار است یا نه نگهبان می‌گوید که کسی که راهزن زخمی را کشته از عثمانی بوده است ولی شیخ بهایی سخنان نگهبان را باور نمی‌کند و همگی را فرا می‌خواند که پیش پیکر بی‌جان بروند تا دروغ این مرد را آشکار کند و همین کار را هم می‌کند . مرد چهره‌پوشیده (داروغه) نزد میرزا رفیع می‌رود و از ترس خود می‌گوید چون نگهبان نتوانسته شیخ بهایی و شاه را بفریبد ولی میرزا رفیع از او می‌خواهد که آرام باشد شاه و شیخ در کاخ با هم سخن می‌گویند شاه می‌گوید که به جنگ گرایش پیدا کرده و نمی‌خواهد از سفارش شیخ پیروی کند. یک زندانی را نزد شاه عباس می‌آورند زندانی بی‌پیرایه باورهای خود را می‌گوید شاه عباس خشمگین می‌شود و با کوفتن بر سر این زندانی می‌کشدش همین کار پیش درآمدی می‌شود برای کابوس دیدن شاه عباس. علی محمد سرانجام باقر بیگ بازرگان را می‌یابد و در خانه‌اش پیکر بی‌جان علی بیک بازرگان را می‌بیند باقر می‌گریزد ولی علی محمد در پی او می‌دود و به چنگ می‌آوردش. میرزا رفیع از کنار مدرسه شیخ بهایی می‌گذشت که به آن درآمد و برای شادباش گفتن بابت آشکار کردن دروغ "نگهبان راهزن زخمی" نزد شیخ رفت شیخ درباره آشنایی میرزا رفیع و باقربیگ بازرگان می‌پرسد ولی میرزارفیع نمی‌پذیرد که با باقر بیگ آشنایی‌ای داشته‌است. شاه عباس با ملامحمدستاره‌شناس گفتگو می‌کند و تا دریابد هنگام سعد برای آغاز جنگ با عثمانی کی است. ولی ستاره‌شناس، سفارش ستارگان را آشتی و آرامش به‌جای جنگ می‌داند. او سپس نزد شیخ‌بهایی می‌رود تا دستمزد این دروغی که به شاه گفته را از شیخ بگیرد. |            |                                                                      |           |             |                |
| ۱۷ | ۱۷         | «پایان شورش آب، کیفر رساندن راهزنان، سرکوب نقطویان»                  | اعلان‌نشده | اعلان‌نشده   | اعلان‌نشده      |
| میرزا رفیع در خوراک شام مرد چهره‌پوشیده (داروغه) زهر می‌ریزد و می‌کشدش. نخست وزیر میرزاطالب اردوباری در سیاهچال به دیدن باقر بیگ بازرگان می‌رود و می‌گوید بابت کشتن علی بیک بازرگان و کارهایی که کرده کلانتر می‌تواند هر کاری می‌خواهد با او بکند و هر کیفری که خواست به او بدهد برهان آوردن برای آن کیفر هم با خودش (نخست وزیر). باقر که زندگی خود را در دستان کلانتر می‌بیند می‌گوید آگاهی‌هایی دارم که برایتان ارزشمند است پس شب هنگام به میان راهزنان می‌رود نیروهای علی محمد را به دنبال خود می‌کشاند. سرور راهزنان هنگامی که پی می‌برد کاسه‌ای زیر نیم‌کاسه است بی‌درنگ باقر بیک بازرگان را می‌کشد و این‌گونه نیروهای علی‌محمد به جایگاه راهزنان می‌تازند و جنگی در می‌گیرد. میرزارفیع پیکر بی‌جان مرد چهره‌پوشیده (داروغه) را میان شورش آب و زدوخورد مردمان می‌اندازد تا برایش دردسر نشود ولی شیخ‌بهایی درمی‌یابد که این پیکر در پی زدوخورد کشته نشده بلکه پیشتر کشته‌ شده‌بوده. پس شیخ‌بهایی نمی‌تواند پاسخ بی‌بروبرگرد به این پرسش بدهد که دادروغه مزدور چه کسی بوده‌است. نخست‌وزیر طالب‌خان اردوبادی به شاه گزارش می‌دهد که راهزنان از شهرهای عثمانی بودند ولی فرستاده سلطان‌احمد نبودند. شاه عباس دستور می‌دهد از بالای گلدسته هارون ولایت به پایین بیندازندشان. شاه عباس و شیخ‌بهایی درباره ساخت کاروانسرا به گفتگو می‌نشینند سپس شاه درباره فرازونشیب‌های روانی و رفتاری خود سخن می‌گوید شاه، شیخ را بابت خواباندن شورش آب و بخش‌بندی آن میان کشاورزان با خردورزی خود، سپاس می‌گوید. شیخ می‌گوید برای کندن آبراه و ریختن آب کوهرنگ به زاینده‌رود باید شتاب کنید. شاه از شیخ می‌خواهد سفارشی بکند شیخ هم او را به مهربانی با مردم فرامی‌خواند. شیخ روز آدینه پس از برگزاری نماز با همراهی دو سوی ستیزه‌گر شورش آب، نامه بخش‌بندی آب را برای همه می‌خواند. میرزا رفیع دوباره نزدیک آبشار به دیدار آن مرد ترسایی می‌رود و از پیروزی‌های پیاپی شیخ بهایی ابراز اندوه می‌کند سپس میرزا رفیع به دیدار درویش نقطویان هم می‌رود. یوسف‌خان (سیامک اطلسی) که سخن‌چین شاه‌عباس در میان نقطویان بود ، شاه را می‌آگاهاند که نقطویان بر پایه برگه‌ای که نام میرزا رفیع وزیر اصفهان هم در آن بود هم‌سوگند شده‌اند که سه رور دیگر شورش کنند. شیخ بهایی و میرعماد حسنی با هم درباره آرامگاه شیخ بهایی سخن می‌گویند؛ میرعماد همچنان از شاه‌عباس گله‌مند است. زمینه گفتگو کم‌کم به ریشه و میهن می‌رسد و شیخ‌بهایی از مهری که به ایران دارد می‌گوید. شیخ کتاب‌هایش را جلد و بسته‌بندی می‌کند گویا پی برده که روزهای پایانی زندگی‌اش است. سپس یادبود های دوره بچگی‌اش از جلوی چشماش می‌گذرد شیخ می‌میرد و شاه دستور یک هفته سوگواری همگانی در کشور می‌دهد. در پایان نیز سرنوشت میرزا رفیع پنهان و ناشناخته می‌ماند. |            |                                                                      |           |             |                |